# Obolon (Brauerei)

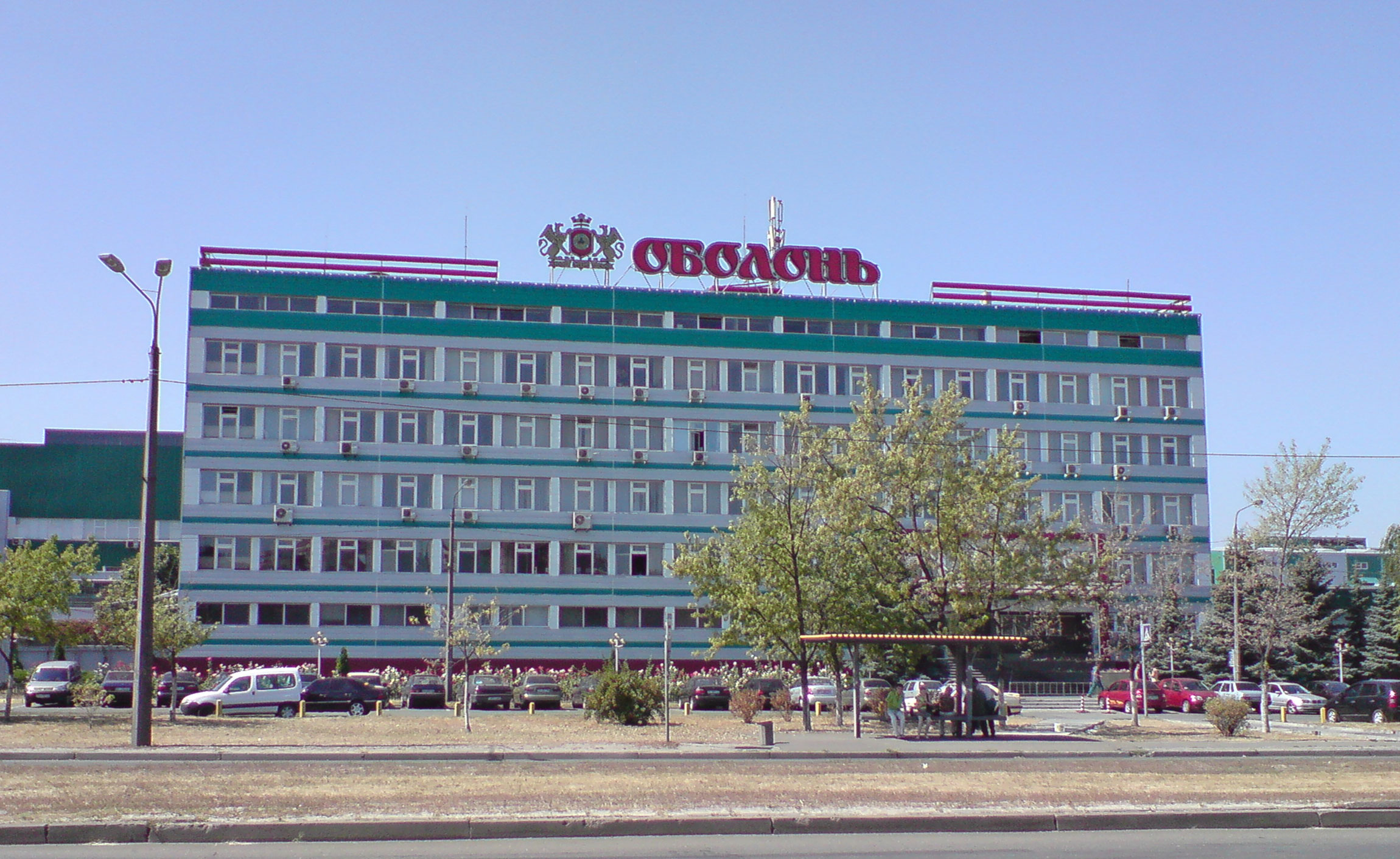
Brauereiansicht

Obolon (ukrainisch/russisch Оболонь) ist ein ukrainischer Getränkehersteller. Obolon ist die zweitgrößte Bierbrauerei in der Ukraine.

## Geschichte
Die Brauerei wurde 1980 unter Mitwirkung von tschechischen Technikern in Kiew, Rajon Obolon erbaut. Ursprünglich hatte sie die Bezeichnung Kiewer Brauerei Nr.3, im Jahr 1986 erhielt sie den Namen „Obolon“. 1992 wurde Obolon das erste privatisierte Unternehmen in der Ukraine.
Obolon verfügt auch über eine Reihe von Niederlassungen in der gesamten Ukraine.

## Produkte
Obolon hat einen Anteil von ca. 26 % am ukrainischen Biermarkt. Seine bekannteste Biermarke ist das Obolon Svitle (Оболонь світле) (helles Bier). Obolon ist mit rund 82 % der größte Exporteur von ukrainischem Bier. Auch in Deutschland kann das Bier bezogen werden. Insgesamt wird das Bier in 36 Länder exportiert.
Von 2009 bis 2012 arbeitete Obolon mit der Bitburger Holding zusammen. Obolon stellte unter Lizenz das Bitburger-Bier für den ukrainischen Markt her.